# Carlos (pel·lícula de 2010)
Carlos és una pel·lícula biogràfica i minisèrie de televisió franco-alemanya de 2010 sobre la vida del terrorista veneçolà Ilich Ramírez Sánchez, sobrenomenat Carlos el chacal, que va cobrir la seva primera sèrie d'atemptats el 1973 fins a la seva detenció el 1994. Es va estrenar com a minisèrie de televisió de tres parts al canal francès de pagament Canal+, amb les tres parts emeses el 19 de maig, el 26 de maig i el 2 de juny de 2010. El mateix dia que es va estrenar a Canal+, la versió completa de 5 hores i mitja va ser també es mostra fora de competició al 63è Festival Internacional de Cinema de Canes.
Produït per Daniel Leconte, de la productora francesa Film En Stock, i Jens Meuer, de la productora alemanya Egoli Tossell Film, en associació amb Canal+ i Arte, va ser dirigit per Olivier Assayas a partir d'un guió de Leconte, Assayas i Dan Franck, i protagonitzada per Édgar Ramírez com a Carlos. La pel·lícula existeix tant com una minisèrie de tres parts i un llargmetratge de durada variada entre 319 i 338 minuts, així com en diverses versions abreujades, que van des dels 187 minuts (versió cinematogràfica alemanya) fins als 166 minuts (vídeo a la carta dels EUA).
Classificada com a pel·lícula de teatre i com a minisèrie de telefilm/TV, Carlos ha estat guardonada tant amb premis de cinema com de TV; entre ells el premi Globus d'Or 2010 a la millor minisèrie o pel·lícula feta per a televisió, els premis a la millor pel·lícula estrangera i al millor director de l'Associació de Crítics de Cinema de Los Angeles, al millor director de la National Society of Film Critics, el premi a la millor pel·lícula estrangera del Cercle de Crítics de Cinema de Nova York, el Premi de cinema europeu al millor muntador de 2010, el Premi de la Crítica 2010 a la millor pel·lícula al Festival Internacional de Cinema de São Paulo, i Édgar Ramírez va guanyar el César al millor actor revelació. En una enquesta de crítics internacionals de 2016 realitzada per BBC, la versió cinematogràfica de Carlos, Toni Erdmann i Rèquiem per un somni van quedar empatats al lloc 100 a una llista de les 100 millors pel·lícules des de l'any 2000.

## Argument
Ilich Ramírez Sánchez, que adopta el nom en clau de "Carlos" al principi de la pel·lícula, és un terrorista marxista veneçolà lúgubre i esquerp, la vida del qual se segueix mentre executa desenes de complots d'assassinat, segrestos i bombardejos a Europa i l'Orient Mitjà en la causa de l'alliberament de Palestina. Durant dues dècades, és un dels terroristes més buscats del món. La pel·lícula comença a París l'any 1973, on el jove Ramírez Sánchez intenta demostrar-se com un lluitador del Front Popular per l'Alliberament de Palestina (FPLP), i acaba amb la seva captura al Sudan, el 1994. Entremig, Carlos i els seus companys terroristes fan estralls a la Rive Gauche a París, assalt a la seu de l'OPEP a Viena i duen a terme altres actes devastadors de violència per motius polítics.

### Part 1 (98 min.)
Ramírez Sánchez, que ha lluitat al costat dels palestins a Jordània, porta a terme una sèrie d'atacs a Londres el 1973. Es trasllada a París on el FPLP el posa al capdavant de la seva branca europea sota el comandament d'un militant libanès, Michel Moukharbal, àlies "André". Coordina diverses operacions, en particular la presa d'ostatges a l'ambaixada francesa a La Haia per part de militants de l'Exèrcit Roig Japonès. Quan André és arrestat, els agents francesos del servei d'intel·ligència nacional, la DST, volen saber més sobre Ilich, que ja ha adoptat el nom de guerre Carlos. Per escapar de l'arrest, Carlos dispara a tres policies. Després s'uneix al cap del FPLP, Wadi Haddad, al Iemen del Sud. Haddad li confia una missió agosarada: prendre com a ostatges els ministres de petroli dels països de l'OPEP en la seva propera conferència a Viena.

### Part 2 (106 min.)
La major part del segon episodi està dedicat a un relat detallat de l'operació que segueix sent un dels actes terroristes més espectaculars de l'època. És el 21 de desembre de 1975. Encapçalant un grup de sis militants de les Cèl·lules Revolucionàries alemanyes i militants palestins, inclòs Anis Naccache, Carlos pren el control de la seu de l'OPEP i pren els ministres i els delegats que l'acompanyen. Està en el cim de la seva notorietat als mitjans. Tanmateix, ell i el seu grup no poden trobar asil als països d'Algèria, Tunísia i Líbia i no poden volar a l'Iraq perquè l'avió que van demanar, un DC-9, no té l'autonomia per volar els milers de milles necessaris. En alliberar finalment els ministres a l'aeroport d'Alger a canvi d'un gran rescat, fracassa en la missió que li havia donat Haddad. Això marca el final de les relacions entre els dos homes. A partir d'ara, Carlos es converteix en un mercenari de lloguer al país que ofereix més, inclòs primer Iraq i després Síria. Canvia les operacions a darrere de la Teló d'Acer, movent-se entre Budapest i Berlín Oriental sota la protecció de l'Stasi d'Alemanya Oriental. Treballa amb les restes de les Cèl·lules Revolucionàries, en particular Johannes Weinrich i la seva dona Magdalena Kopp, que aviat deixa Weinrich per Carlos.

### Part 3 (115 min.)
La banda de Carlos, amb seu a Budapest i protegida per Síria, fomenta vincles amb diversos clients interessats en les seves capacitats particulars, entre ells Líbia i la Romania de Nicolae Ceaușescu. Aquesta intensa activitat de desestabilització geopolítica, orquestrada per Carlos que trafica amb armes, maneja grans sumes d'efectiu i porta la vida del "Padrí del terrorisme europeu", però aviat arribarà a la seva fi. El seu declivi està molt lligat als canvis en l'ordre mundial. Amb la caiguda del Mur de Berlín el novembre de 1989, perd diversos dels seus patrocinadors, se li diu que abandoni Síria i el seu camp d'operacions es redueix dràsticament. L'últim lloc que ofereix refugi és Sudan: Carlos ja està jubilat i rastrejat pels serveis secrets de diversos països, abandonat pels seus aliats més propers, molt lluny del centre de la política internacional. El seu paper com a jugador s'ha acabat; observa els canvis en el poder global des de la distància. Amb la complicitat de les autoritats sudaneses, i a causa de l'immobilisme d'una condició testicular, és capturat el 14 d'agost de 1994 i portat de tornada a París per ser jutjat per delictes que no s'han oblidat a França.

## Repartiment
- Édgar Ramírez - Ilich Ramírez Sánchez ("Carlos")
- Alexander Scheer - Johannes Weinrich
- Nora von Waldstätten - Magdalena Kopp
- Christoph Bach - Hans-Joachim Klein ("Angie")
- Ahmad Kaabour - Wadi Haddad
- Fadi Abi Samra - Michel Moukharbel
- Hiraku Kawakami - Yatsuka Furuya
- Alejandro Arroyo - Valentín Hernández Acosta
- Badih Abou Chakra - Sheikh Ahmed Zaki Yamani
- Juana Acosta - Amiga de Carlos
- Susanne Wuest - Edith Heller
- Talal Jurdi - Kamal al-Issawi ("Ali")
- Anna Thalbach - Inge Viett
- Julia Hummer - Gabriele Kröcher-Tiedemann ("Nada")
- Razane Jammal - Lana Jarrar
- Rodney El Haddad - Anis Naccache ("Khalid")
- Katharina Schüttler - Brigitte Kuhlmann
- Martha Higareda - Amparo
- Nourredine Mirzadeh - Jamshid Amouzegar
- Antoine Balabane - Général al-Khouly
- Aljoscha Stadelmann - Wilfried Böse ("Boni")
- Nicolas Briançon - Maitre Jacques Vergès
- Fadi Yanni Turk - Coronel Haïtham Saïd
- Belkacem Djamel Barek - Mohammed Boudia
- Abbes Zahmani - Abdelaziz Bouteflika
- André Marcon - General Philippe Rondot
- Udo Samel - Bruno Kreisky
- Eriq Ebouaney - Hassan Al-Turabi
- Anton Kouznetsov - Iuri Andropov
- Guillaume Saurrel - Bruno Bréguet
- Riton Liebman – Hostatge a l’OPEP

## Antecedents

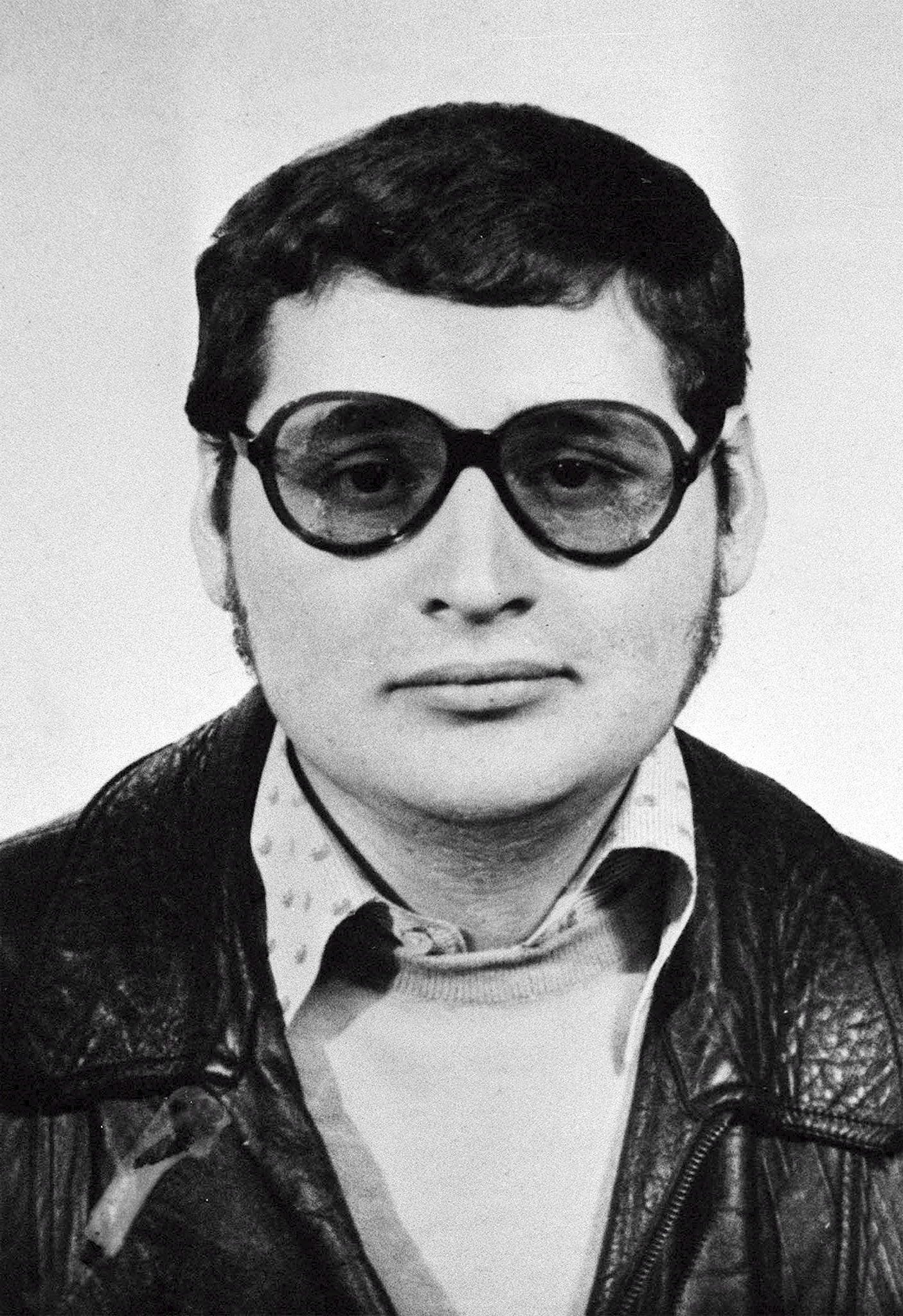
Ilich Ramírez Sánchez, també conegut com Carlos el chacal, en una fotografia de 1974 d’un passaport peruà fals

Inicialment, Carlos s'havia de centrar en la captura del terrorista al Sudan l'any 1994 i només durava 90 minuts. Tanmateix, un cop el director Olivier Assayas va acceptar fer la pel·lícula i va fer una investigació exhaustiva, es va adonar que hi havia molt més per explorar amb l'home i els seus temps: "Vaig sentir que era el destí d'un sol home i, d'alguna manera, la història d'una generació, més una meditació sobre el temps, la història, el destí i els problemes més universals que la història específica de Carlos". L'antic corresponsal exterior i editor de Le Monde Stephen Smith va compilar les investigacions de la pel·lícula, algunes de les quals provenien dels fitxers d'agències d'intel·ligència que van estar disponibles després de la caiguda del Mur de Berlín quan van emergir els fitxers dels antics països del Bloc Soviètic. Alguns dels diàlegs de la pel·lícula provenien d'enregistraments fets per la Stasi, la policia secreta de l'antiga Alemanya de l'Est. Fet amb un pressupost de 18 milions de dòlars, Carlos va ser la primera incursió d'Assayas a la televisió. Originalment, no estava interessat en el projecte perquè semblava "massa boig i massa complicat". El projecte li va atraure perquè li va permetre fer una pel·lícula que tracta sobre la història recent i persones reals. Va dir, "no fa molt, la idea de fer una pel·lícula sobre Carlos hauria espantat els productors francesos, però avui en dia tinc la sensació que ens animen a fer pel·lícules que tinguin una dimensió contemporània". L'actor Edgar Ramírez va dir: "El que estem intentant és desmitificar-lo. Aquest tipus que suposadament ho tenia tot resolt no estava tan entusiasmat com es deia. La imatge pública i històrica era del gran manipulador de la història, però en molts moments de la seva vida, estava sent manipulat".

## Producció
Inicialment, Assayas estava preocupat per trobar l'actor adequat per interpretar a Carlos perquè necessitaven un que tingués "les espatlles i el carisma per portar aquest tipus de pel·lícula a l'esquena". Va agafar Ramírez, com l'autèntic Carlos, és veneçolà i la seva família procedia del mateix petit estat andí occidental. L'actor va descriure Carlos com "una mica monstre, una mica somiador, una mica idealista, una mica assassí, una barreja de tot, ple de contradiccions, i això és el que el va fer interessant". La producció es va rodar en set mesos a tres continents a països com Àustria, França, Alemanya, Hongria, Líban, i Marroc. La pel·lícula es va rodar majoritàriament en anglès amb passatges en francès, castellà, hongarès, italià, àrab, alemany, rus, holandès, i japonès. Durant el rodatge, Ramírez es va engreixar 16 quilos per assemblar-se a la condició física de sobrepès de Carlos en el moment de la seva captura. Les dues últimes hores de la pel·lícula es van rodar en seqüència.

## Estrena als Estats Units
Ja el novembre de 2009, IFC Films va adquirir els drets dels EUA tant de la minisèrie com de la versió cinematogràfica. La mini-sèrie es va estrenar al Sundance Channel l'11 d'octubre de 2010, on es va mostrar durant tres nits, mentre que les versions llargues i curtes van rebre una estrena en cinemes.

## Recepció

### Reacció i demanda de Carlos
Ilich Ramírez Sánchez, el "Carlos" de la vida real, va veure extractes de la pel·lícula d'Assayas i el seu advocat va amenaçar amb accions legals per evitar-ne el llançament general, argumentant que podria perjudicar les futures audiències de judici per Carlos, que s'enfrontava a un judici per almenys quatre atacs més a França. Va llegir el guió i el va criticar per les seves "falsificacions deliberades d'història i mentides". Estava específicament descontent amb una seqüència que representava el presa d'ostatges per part de la seva banda a la conferència de l'OPEP de 1975 a Viena i com es representaven els seus mètodes: "Mostrar homes histèrics agitant metralladores i amenaçant la gent és completament ridícul", va insistir. "Les coses no van passar així. Eren professionals, comandos d'un nivell molt alt". El seu advocat va intentar bloquejar l'estrena de la pel·lícula, argumentant que Carlos tenia dret a veure-la abans. però el jutge va desestimar la denúncia al considerar que vulnerava la llibertat d'expressió d'Assayas. El seu advocat tenia previst presentar dues demandes més, una que argumentava que la pel·lícula incompliax les lleis de secret judicial previ al judici i una segona que exigia que a Carlos se li paguessin drets d'autor pel paper de la seva vida en proporcionar material per als guionistes.

### Reacció a Canes
Carlos ha rebut un gran reconeixement de la crítica i l'actuació de Ramírez ha estat elogiada. El lloc web d'agregació de ressenyes Rotten Tomatoes dona a la pel·lícula una puntuació del 93% basada en les crítiques de 69 crítics, amb una puntuació mitjana de 8/10. El consens dels crítics del lloc web diu: "Malgrat el seu llarg temps d'execució, Carlos avança amb força, gràcies a una història atractiva, llocs exòtics i una actuació destacada d'Edgar Ramírez." Metacritic va donar a la pel·lícula una puntuació ponderada de 94/100, basada en 21 crítics, que la classifica com a "aclamació universal".
Todd McCarthy, d'IndieWire, va trobar que la pel·lícula era "un relat dinàmic, convincent i revelador de la carrera d'un terrorista revolucionari notori que crida l'atenció durant cada un dels seus 321 minuts" i va elogiar "l'estil sempre propulsiu d'Assayas que crea una extraordinària sensació de versemblança, mentre que Edgar Ramírez habita el paper principal amb un carisma arrogant de Brando en el seu millor moment. És una pel·lícula sorprenent". A la seva ressenya per al Los Angeles Times, Steven Zeitchik va escriure: "Com és bo Carlos d'Olivier Assayas? Penseu en The Bourne Identity amb més substància, o a Munich amb més pols, i comença a tenir una idea del que va aconseguir el cineasta francès amb aquesta mirada cercamon i èpica sobre l'ascens d'un home a l'estació de líder de la guerrilla internacional i celebritat terrorista. En la seva ressenya per a USA Today, Anthony Breznican va escriure: "El cosí més proper a Carlos, cinematogràficament parlant, podria ser Pous d'ambició, una altra visió èpica dins d'una ment d’humanitat retorçada". A la seva ressenya per Time Out London, Geoff Andrew va escriure: "Certament, la pel·lícula no s'assembla en res a la televisió. Està rodada en Scope, presumeix de la manera flotant amb la narrativa, el moviment de càmera i el tall que són característics d'Assayas en el seu millor moment i té un sentit de l'escala, la profunditat i la serietat del propòsit que és essencialment cinematogràfica", però va considerar que "el tercer i última part esgota una mica". Nick James de la revista Sight and Sound qualifica la pel·lícula, "una èpica política impressionant" i va considerar que hi havia "escenes brillants en abundància". A la seva ressenya per Village Voice, J. Hoberman va escriure, "Carlos és una cosa apassionant, malgrat la seva banda sonora de rock incongruentment passada de moda i una secció final molt reproduïda en excés. El relat ampliat de la tàpera de l'OPEP inclou la millor hora de realització de pel·lícules del festival aquesta cara de Godard Film Socialisme i faria una pel·lícula fantàstica per dret propi".
No obstant això, l'Owen Gleiberman de la revista Entertainment Weekly va escriure: "Però, per molt electritzant que sigui, m'agradaria que Assayas hagués fet que Carlos sigui més curt i més ric alhora. va ser més que una sèrie episòdica de trames i execucions i contratemps escenificats de manera galvanitzant". A la seva ressenya per The Boston Globe, Wesley Morris va considerar que la pel·lícula era "difícilment tonta. Però arriba al seu punt màxim aviat i mai torna a les idees més agudes i a la realització cinematogràfica més nítida de la segona de les seves tres seccions". Richard Corliss de la revista Time va escriure, "I Carlos, mentre coincideix amb les pel·lícules de Coppola i Lean en metratge i format, es perd la profunditat... Cap obra mestra, la pel·lícula d’Assayas és un viatge trepidant i de coneixement a través de dues dècades de violència en dos continents". A la seva ressenya per The New York Times, Manohla Dargis va escriure: "Interpretat pel Sr. Ramírez amb sacsejades de carisma i, intel·ligentment, poc de l'encant habitual de les estrelles de cinema, si no molta profunditat o matís: Carlos és un personatge difícil del qual penjar un conte tan ambiciós i inherentment feixuc".

### Revisions posteriors
A la seva ressenya per a la revista Nova York, David Edelstein va escriure: "En retrospectiva, és una mica borrós, i potser opteu per veure la versió condensada d’Assayas (alternant en alguns teatres), que arriba a dues hores i mitja. Jo dic que vagi per totes. Pla per pla, escena per escena, és una obra fluida i fascinant. m'avorreix durant un mil·lisegon". A la seva ressenya per Los Angeles Times, Betsy Sharkey va escriure: "Al final, la col·laboració entre Ramírez i Assayas crea un retrat ferotgement astut d'un terrorista que ni el romanticitza ni el demonitza, sinó que desmunta el mite de prendre una mica de mesura de l'home que hi ha a sota. També aporta una visió aclaparadora dels primers dies de l'estil d'atac de la guerra de guerrilles, escrit per escrit, que es convertiria en el tipus de terrorisme que més temem avui dia". Tanmateix, a la seva ressenya per a The Washington Post, Hank Stuever va escriure: "El resultat és una bella pel·lícula que requereix un espectador resistent i determinat. Suposo que qualsevol persona que reconegui i segueixi tots i cadascun dels esdeveniments i els actors històrics retratats a Carlos deu haver treballat en la diplomàcia estrangera quan la resta de nosaltres estàvem ocupats mirant el Fonz".A la seva ressenya per a The 1960s, Christina Gerhardt va escriure: "Carlos fa dues contribucions a pel·lícules sobre el terrorisme dels anys 70 que destaquen. En primer lloc, la pel·lícula mostra els relleus internacionals del terrorisme... En segon lloc, [mostra] en Carlos com a carismàtic i atractiu, així com totalment egoista i abusiu".

### Reconeixements

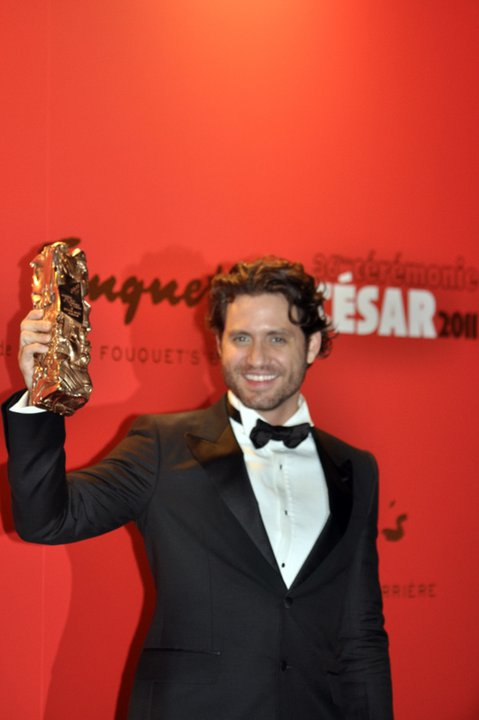
Édgar Ramírez a París el 2011, rebent el César al millor actor revelació per la seva interpretació de Carlos

Carlos va obtenir posicions altes a totes les enquestes de crítiques principals el 2010. Va ser votada com a millor pel·lícula de l'any a l'enquesta anual de crítics Film Comment, mentre que tant la pel·lícula com Assayas van quedar en segon lloc a la millor pel·lícula i millor director en enquestes separades realitzades per IndieWire i The Village Voice. Edgar Ramírez també va guanyar la millor actuació principal a la mateixa enquesta d'IndieWire mentre quedava segon a la de The Village Voice al millor actor principal.
Carlos va ser nominada més tard per a dos Globus d'Ors, un per Millor minisèrie o telefilm i Ramírez pel Millor actor secundari en minisèrie. Va guanyar el Globus d'Or 2011 a la millor minisèrie o telefilm. Tanmateix, com que es va estrenar a la televisió francesa abans de la distribució en cinemes, no era elegible per als Premis Oscar.
A la 36a edició dels Premis César, Édgar Ramírez va rebre, per la versió cinematogràfica de la sèrie de televisió, el César al millor actor revelació. També va ser nominat als Premis Primetime Emmy al millor actor protagonista en minisèrie pel seu retrat de Carlos.

## Banda sonora
Inicialment, Assayas va planejar utilitzar diverses cançons de The Feelies a la banda sonora, però poc abans que s'acabés la postproducció se li va informar que els membres de la banda no volien que la seva música s'associés al terrorisme. El director recorda: "Vam acabar aconseguint mantenir una cançó per a una escena que no implicava cap mena d'activitat terrorista. Però vaig haver de reinventar completament tota la partitura". Va acabar utilitzant diverses cançons de Cable.
La banda sonora inclou:
- "Basta ya! (Atahualpa Yupanqui)" d'Hugo Díaz Cárdenas
- "Loveless Love" de The Feelies
- "Dreams Never End" de New Order
- "Terebellum" de Fripp & Eno
- "All Night Party" d'A Certain Ratio
- "Ahead" de Wire
- "Forces at Work" de The Feelies
- "Sonic Reducer" de The Dead Boys
- "Dot Dash" de Wire
- "Drill" de Wire
- "The 15th" dey Wire
- "Sharing" de Satisfaction
- "Pure" de The Lightning Seeds
- "La Pistola y El Corazón" de Los Lobos
- "El sueño americano" de La Portuaria
- "Muwashshah" de Hamza El Din